# Marcus Gilbert (giocatore di football americano)
Marcus Christopher Gilbert (Fort Lauderdale, 15 febbraio 1988) è un ex giocatore di football americano statunitense che ha militato nel ruolo di offensive lineman nella National Football League (NFL). Fu scelto nel corso del secondo giro (63º assoluto) del Draft NFL 2011 dagli Steelers. Al college ha giocato a football all'Università della Florida.

## Carriera

### Pittsburgh Steelers
Gilbert fu scelto dai Pittsburgh Steelers nel corso del secondo giro del Draft 2011. La prima partenza da titolare di Gilbert avvenne il 18 settembre 2011 contro i Seattle Seahawks al posto dell'infortunato Willie Colon. Il 29 dicembre Gilbert fu premiato come miglior rookie degli Steelers dopo aver giocato 13 gare come titolare al posto dell'infortunato Colon. Il 26 novembre 2012, Gilbert fu inserito in lista infortunati dopo aver subito un infortunio alla caviglia che pose fine alla sua stagione anzitempo. Tornò in campo nel 2013 e disputò per la prima volta tutte le 16 gare della stagione come titolare.

### Arizona Cardinals
Nel 2019 Gilbert firmò con gli Arizona Cardinals. Nella stagione 2020 decise di non scendere in campo a causa della pandemia di COVID-19. A fine anno optò per il ritiro.

## Palmarès
- Miglior rookie degli Steelers - 2011

## Statistiche
| Partite totali      | 35 |
| Partite da titolare | 34 |

Statistiche aggiornate alla stagione 2013